# قربانی جاط
قربانی جاط (به پنجابی: Qurbani Jatt Di) فیلمی محصول سال ۱۹۹۰ و به کارگردانی پریتی ساپرو است. در این فیلم بازیگرانی همچون درمندرا، گورداس مان، مهار میتال، راج بابار، آنجانا ممتاز ایفای نقش کرده‌اند.